# Harriet Cooper
Harriet Cooper è un personaggio immaginario dei fumetti di Batman, creato da Bill Finger e Sheldon Moldoff, apparsa per la prima volta nel Numero 328 del giugno 1964.

## Descrizione
Harriet Cooper è zia materna di Dick Grayson, a cui rimane molto vicina dopo l'uccisione dei suoi genitori, acrobati circensi conosciuti come i «Grayson volanti», per mano del mafioso Tony Zucco. Dopo la morte del maggiordomo Alfred Pennyworth si trasferisce a Villa Wayne, aiutando Bruce Wayne, che ha adottato Dick, a mantenere la sua duplice identità: il miliardario è infatti Batman, un giustiziere che di notte protegge Gotham City in una crociata contro il crimine dopo aver perso i genitori, Thomas e Martha, per mano di un rapinatore di nome Joe Chill.
Alla resurrezione di Alfred rimane a vivere a Villa Wayne, ammorbidendone l'atmosfera con la propria presenza materna, e incoraggiando Dick a vestire i panni di Robin, spalla di Batman.

## Altri media
Il personaggio divenne famoso con la serie televisiva Batman, in cui fu interpretato da Madge Blake e doppiato da Alina Moradei. In questa versione, pur vivendo stabilmente a Villa Wayne ignora clamorosamente che Bruce e Dick siano Batman e Robin. In molti casi viene rapita, derubata e addirittura sedotta dal criminale di turno, dando luogo a situazioni altamente comiche. Appare anche nel film omonimo derivato dalla serie, ma in esso non pronuncia alcuna battuta.